# Blieskastel

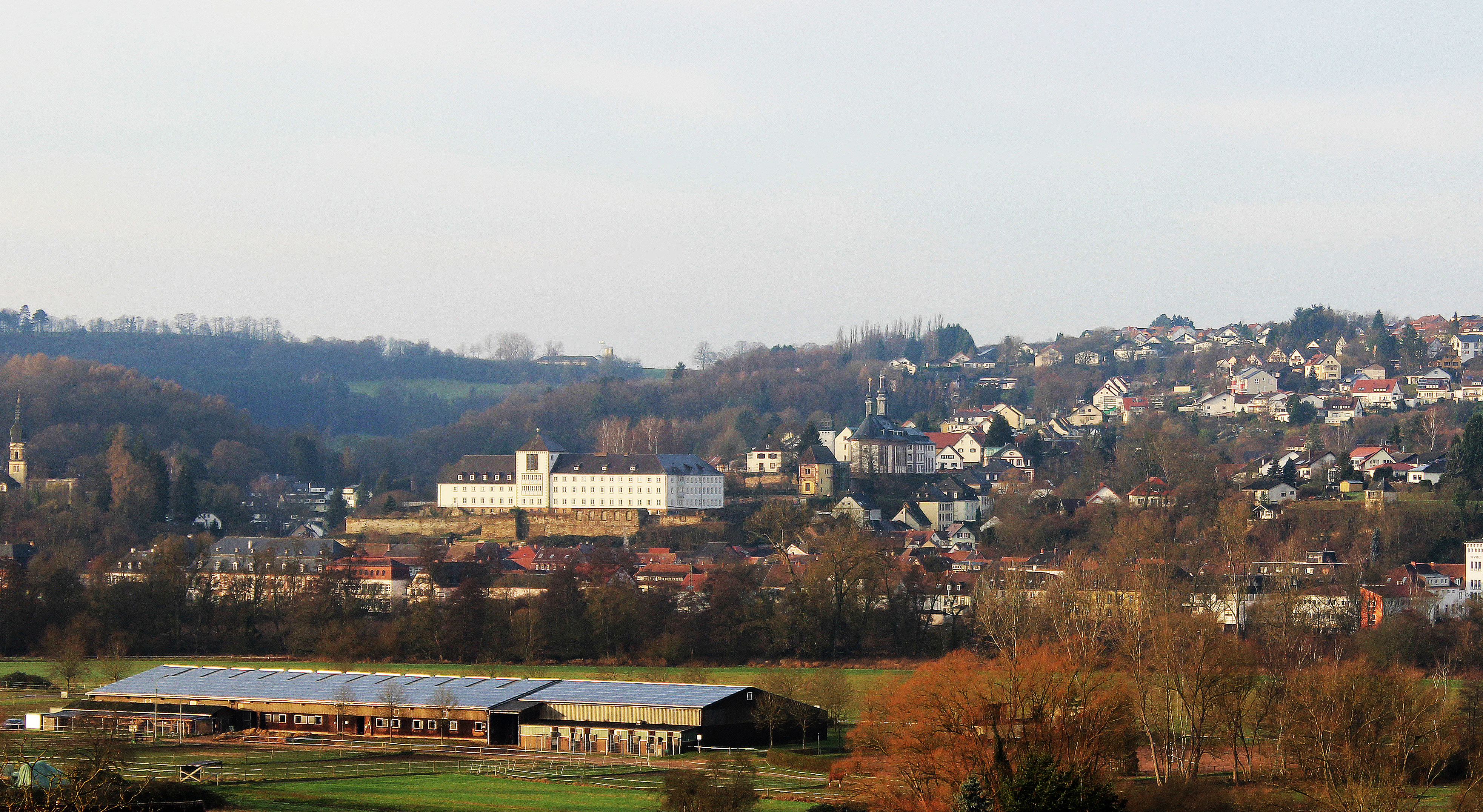
Blieskastel-Mitte vom Nachbarort Webenheim aus gesehen

Blieskastel ([bliːsˈkastl̩], ⓘ, im örtlichen Dialekt Kaschdel) ist eine Stadt im Saarpfalz-Kreis im Saarland, Deutschland. Sie liegt etwa 15 km südwestlich der Kreisstadt Homburg und 25 km östlich der Landeshauptstadt Saarbrücken. Blieskastel verfügt im Saarland über eine einmalige Stadtanlage und ist durch die barocke Architektur geprägt.

## Geografie
Blieskastel ist der Hauptort des Bliesgaus und liegt im Zentrum des Biosphärenreservats Bliesgau. Die Stadt grenzt an die Städte Homburg, St. Ingbert, Zweibrücken und Hornbach, die Gemeinden Gersheim, Kirkel und Mandelbachtal sowie die französischen Gemeinden Ormersweiler, Lutzweiler und Schweyen im Département Moselle. Durch Blieskastel fließt die Blies. Die Ortsteile Niederwürzbach, Lautzkirchen und Alschbach liegen im Sankt Ingbert-Kirkeler Waldgebiet.

### Klima

Niederschlagsdiagramm

Der Jahresniederschlag beträgt 835 mm und liegt damit im oberen Drittel der von den Messstellen des Deutschen Wetterdienstes erfassten Werte. 70 % zeigen niedrigere Werte an. Der trockenste Monat ist der April; am meisten regnet es im Dezember. Im niederschlagreichsten Monat fällt etwa 1,5 mal mehr Regen als im trockensten Monat. Die jahreszeitlichen Niederschlagsschwankungen liegen im unteren Zehntel. In nur 3 % aller Orte schwankt der monatliche Niederschlag weniger.

### Fläche

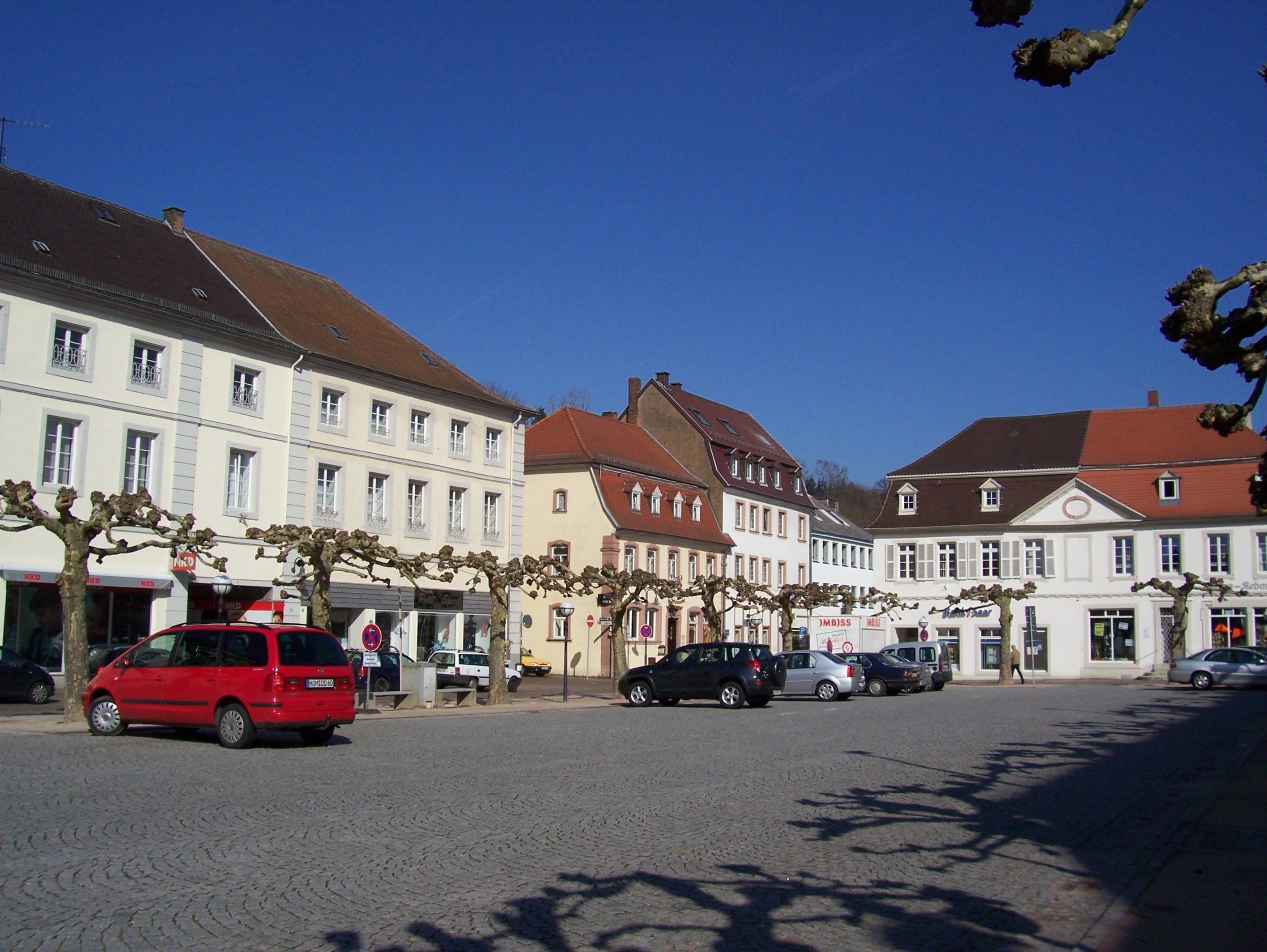
Der Paradeplatz in Blieskastel

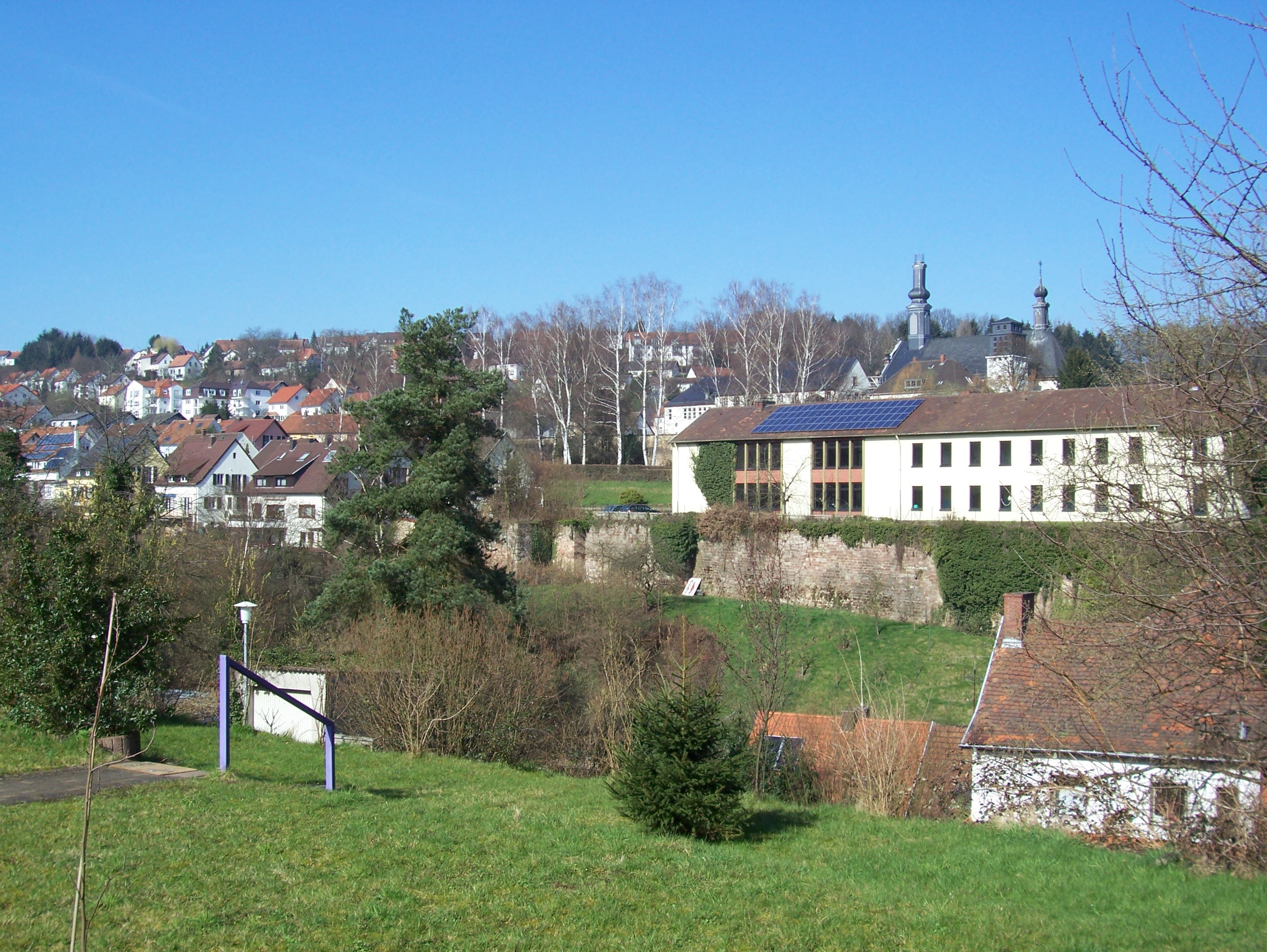
Blick von der Agd auf den Blieskasteler Schlossberg

Das Stadtgebiet umfasst eine Fläche von 108,27 Quadratkilometern.
Die Stadtfläche wird folgendermaßen genutzt:
- 7,2 % Siedlungsfläche,
- 4,2 % Verkehrsfläche,
- 59,8 % landwirtschaftliche Flächen,
- 26,6 % Waldfläche

### Stadtgliederung
Die Stadt Blieskastel besteht aus Blieskastel-Mitte und 14 Stadtteilen. Nach dem Alphabet sind das Altheim, Aßweiler, Ballweiler, Bierbach an der Blies, Biesingen, Blickweiler, Böckweiler, Breitfurt, Brenschelbach, Mimbach, Niederwürzbach, Pinningen, Webenheim und Wolfersheim.
Der Stadtteil Blieskastel-Mitte teilt sich in die Innenstadt von Blieskastel, Alschbach und Lautzkirchen. Der Stadtteil Brenschelbach teilt sich in Brenschelbach, Brenschelbach-Bahnhof und Riesweiler. Zum Stadtteil Ballweiler gehört der Ortsteil Wecklingen und zum Stadtteil Niederwürzbach der Ortsteil Seelbach.
Einwohnerzahlen Stand 31. Dezember 2019:
| Stadtteil             | gehört zu         | Einwohner |
| --------------------- | ----------------- | --------- |
| Alschbach             | Blieskastel-Mitte | 591       |
| Altheim               | Altheim           | 556       |
| Aßweiler              | Aßweiler          | 898       |
| Ballweiler            | Ballweiler        | 757       |
| Bierbach an der Blies | Bierbach          | 1696      |
| Biesingen             | Biesingen         | 988       |
| Blickweiler           | Blickweiler       | 1334      |
| Blieskastel           | Blieskastel-Mitte | 2686      |
| Böckweiler            | Böckweiler        | 342       |
| Breitfurt             | Breitfurt         | 1122      |
| Brenschelbach         | Brenschelbach     | 518       |
| Brenschelbach-Bahnhof | Brenschelbach     |           |
| Lautzkirchen          | Blieskastel-Mitte | 2664      |
| Mimbach               | Mimbach           | 944       |
| Niederwürzbach        | Niederwürzbach    | 3495      |
| Pinningen             | Pinningen         | 231       |
| Riesweiler            | Brenschelbach     |           |
| Seelbach              | Niederwürzbach    | 253       |
| Webenheim             | Webenheim         | 1160      |
| Wecklingen            | Ballweiler        | 194       |
| Wolfersheim           | Wolfersheim       | 442       |
| Gesamt                |                   | 20871     |

## Geschichte

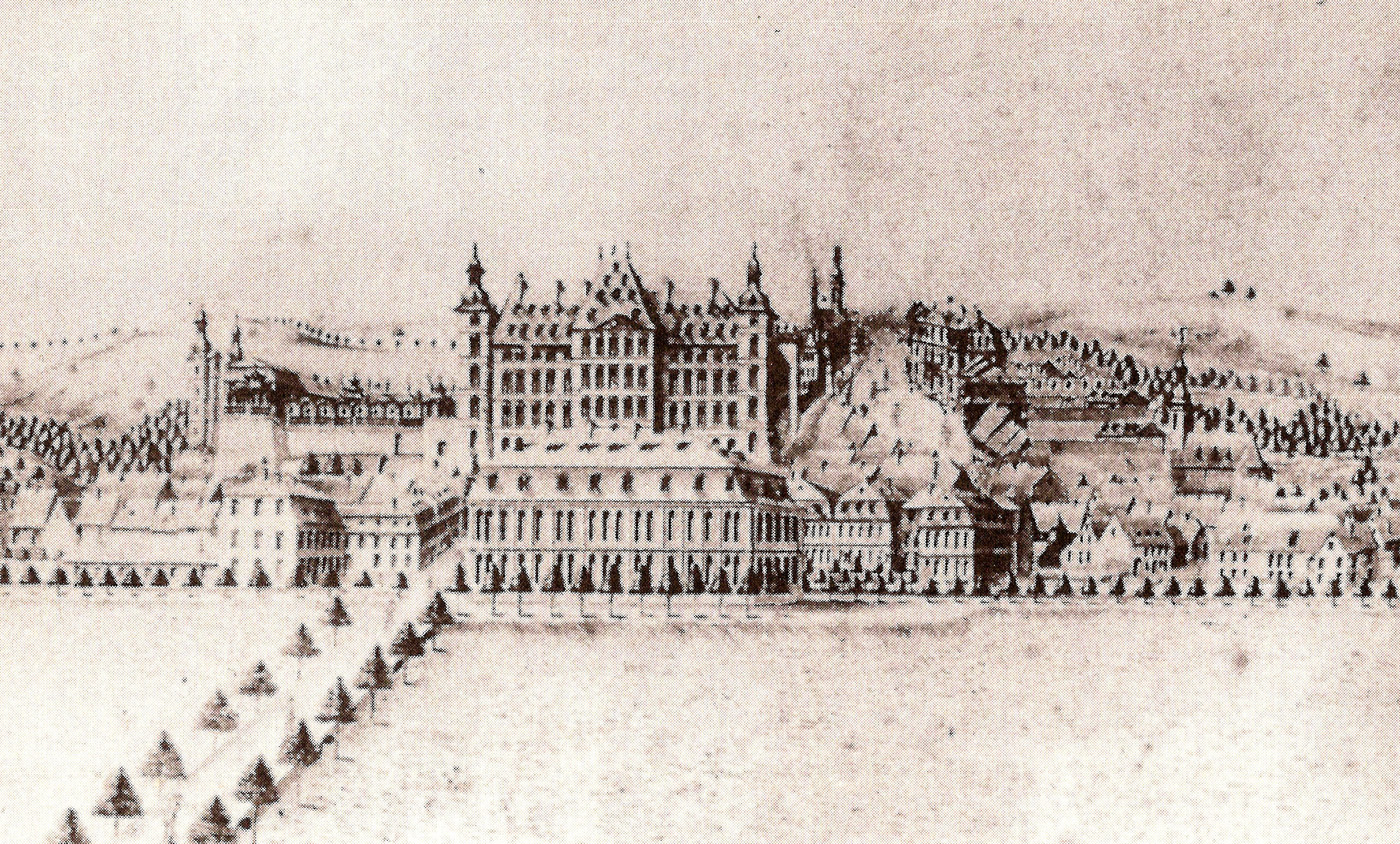
Ansicht von Blieskastel, Zeichnung von J.P. Bayer, 1779

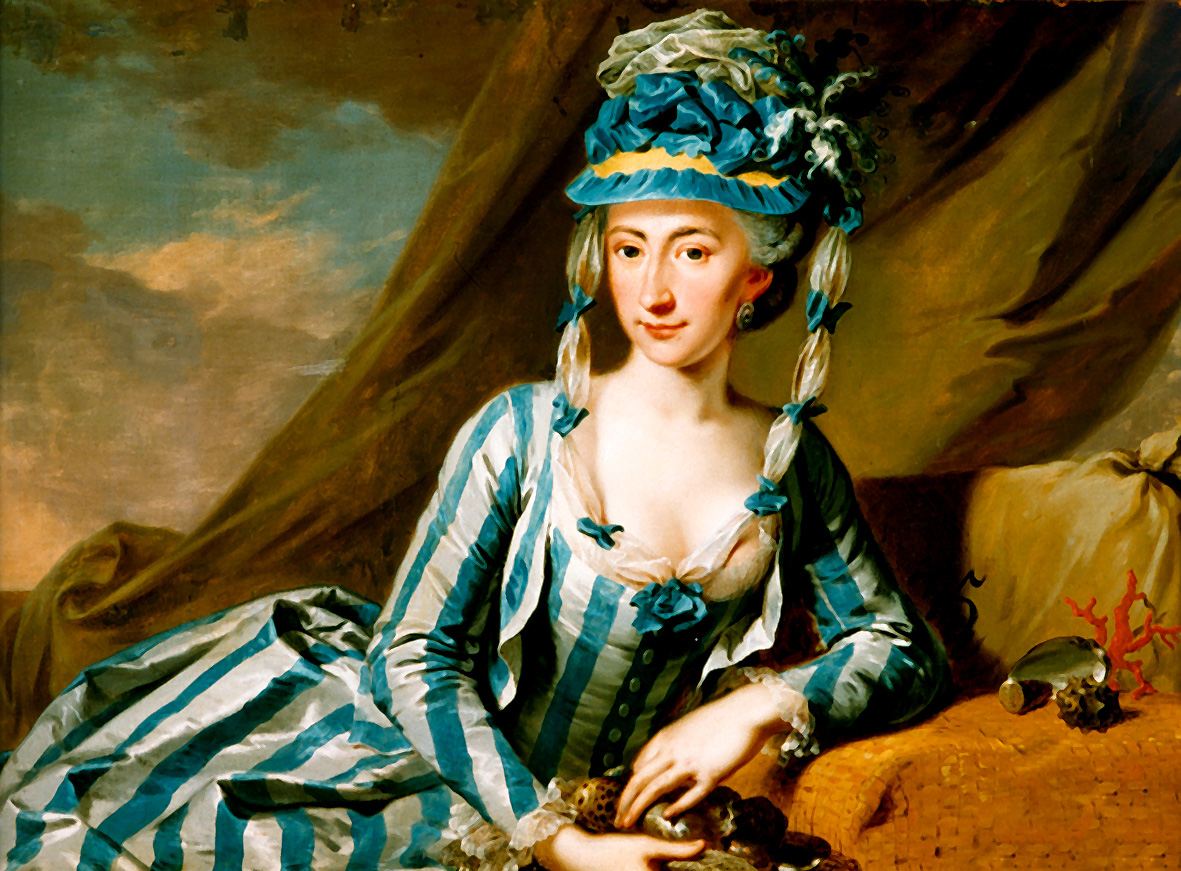
Gräfin Marianne von der Leyen

Der Gollenstein wurde vor 4000 Jahren errichtet. Er gilt als der größte Menhir Mitteleuropas und als eines der ältesten Kulturdenkmäler in Deutschland. Zwölf Grabhügel an der Straße von Böckweiler nach Mimbach stammen aus der Hallstattzeit. Auf dem Höhenrücken zwischen Wolfersheim und Rubenheim befindet sich eine Grabhügelgruppe mit insgesamt 33 Grabhügeln der Hallstattzeit. Hier wurde das Skelett eines 2 m großen Mannes gefunden, der als Keltischer Riese bezeichnet wird. In einem Steinbruch bei Breitfurt wurden zwei römische Reiterstandbilder gefunden. Die Stephanus-Kirche in Böckweiler im frühromanischen Stil wurde von Mönchen des Benediktinerordens um 850 errichtet und gilt als die älteste Kirche des Saarlandes.
Die ehemalige Burg Blieskastel war Sitz der Grafen von Blieskastel, die 1237 ausstarben. Die Tochter des letzten Grafen, Elisabeth, stiftete 1234 das Kloster Gräfinthal. Burg und Herrschaft kamen an die Grafen von Salm, dann 1284 an Bischof Burkhard von Metz, der sie den von Finstingen versetzte. Seit 1337 gehörte Blieskastel zu Kurtrier. Unter den trierischen Amtmännern werden auch die Grafen von Veldenz genannt. 1440 übergab der Trierer Kurfürst Jakob I. die Hälfte der Grafschaft und das „Hungericht“ dem Ritter Friedrich von Loewenstein. 1522 wurde die Burg durch Franz von Sickingen in seiner Fehde mit dem Kurfürsten von Trier zerstört. 1553 wurde die Herrschaft von Blieskastel an die Grafen von Nassau-Saarbrücken verpfändet. Im Dreißigjährigen Krieg wurde Blieskastel entvölkert.
Um 1660 erwarben die Reichsfreiherren von der Leyen, die seit 1456 in Blieskastel Besitzungen hatten, das kurtrierische Amt Blieskastel und erbauten 1661–1676 an der Stelle der alten Burg ein neues Schloss. Unter den Grafen von der Leyen erlebte Blieskastel im 18. Jahrhundert eine neue Blüte, als diese 1773 ihren Wohnsitz von Koblenz nach Blieskastel verlegten und den Flecken Blieskastel zur Residenzstadt ausbauten. Unter der Gräfin Marianne von der Leyen, einer geborenen Freifrau von Dalberg, entstand in Blieskastel ein kulturelles Zentrum. Eine rege Bautätigkeit entfaltete sich. Das Residenzschloss wurde weiter ausgebaut, und auf dem Schlossberg entstand eine Reihe hervorragender Palais und Herrenhäuser für die Hofbeamten der kleinen Residenz, darunter das sogenannte „Schlößchen“, das dem Zweibrücker Baudirektor und Architekten Christian Ludwig Hautt zugeschrieben wird. Daneben wirkten andere Baumeister wie A. G. F. Guillemard, Matthias Weysser, Peter Reheis und der Zimmermeister Franz Schmitt. In dieser Zeit entstanden die ehemalige Franziskanerklosterkirche, das ehemalige Waisenhaus und das Regierungsgebäude.
Mit der Französischen Revolution wurden die von der Leyen 1793 vertrieben, ihr Residenzschloss geplündert und in der Folge zerstört. Die Reste wurden 1802 abgetragen. 1795 kam Blieskastel wie das ganze linksrheinische Gebiet unter französische Regierung und wurde 1798 Hauptort des Kantons Blieskastel im Saardepartement.
Mit der Niederlage Frankreichs 1814 kam das zu Frankreich gehörende Gebiet links des Rheins zunächst zum Generalgouvernement Mittelrhein. Der Kanton Blieskastel stand seit 1814 unter der gemeinschaftlichen österreichisch-bayerischen Landes-Administrations-Kommission. Am 14. April 1816 schlossen Österreich und Bayern ein Kompensationsgeschäft, wonach dem Königreich Bayern der Rheinkreis, die spätere Pfalz (Bayern), zugeteilt wurde. Dadurch wurde der Kanton Blieskastel am 1. Mai 1816 der Kreisdirektion Zweibrücken unterstellt und kam 1818 zum Landkommissariat Zweibrücken, 1902 zum neu gebildeten Bezirksamt St. Ingbert.
Von 1920 bis 1935 gehörte Blieskastel zum Saargebiet, das mit einem Mandat des Völkerbundes für 15 Jahre unter französische Verwaltung gestellt wurde. In der Zeit des Nationalsozialismus wurde Blieskastel von Saarbrücken aus regiert, bis 1935 als Teil von Pfalz-Saar, bis 1940 als Teil der Saarpfalz und bis zum Kriegsende zusammen mit Lothringen als „Westmark“. Nach dem Zweiten Weltkrieg lag die Stadt Blieskastel zunächst in der französischen Besatzungszone und von 1947 bis 1956 im (teil-)autonomen Saarland, das nach Ablehnung des zweiten Saarstatuts am 1. Januar 1957 als Bundesland Teil der Bundesrepublik Deutschland wurde.
Im Zuge einer Gebiets- und Verwaltungsreform mit Wirkung vom 1. Januar 1974 wurde Blieskastel, das bis dahin zum Landkreis Sankt Ingbert gehörte, Teil des neu geschaffenen Saar-Pfalz-Kreises (heute Saarpfalz-Kreis). Gleichzeitig wurde die Stadt Blieskastel um umliegende Gemeinden erweitert.
Seit 1978 ist Blieskastel staatlich anerkannter Kneippkurort.

### Name
Die urkundliche Ersterwähnung im Jahre 1098 nennt Gottfried, comes de Castele. Der alte Name Castel bzw. Kastel lebt noch im Volksmund. Das Bestimmungswort des Ortsnamens lieferte der Fluss Blies. In den neulateinischen Schriften des 18. Jahrhunderts wurde der Name Bliescastel als castellum ad Blesam (Kastell an der Blies) wiedergegeben. Bis zum 24. Januar 1904 wurde Blieskastel unter der Schreibweise Bliescastel geführt. Mit Kasteler Krankheit necken die Bewohner des Umlandes den Müßiggang der Kasteler.

### Eingemeindungen
1937 wurden die Gemeinden Alschbach und Lautzkirchen eingemeindet. Am 1. Februar 1974 wurden die Gemeinden Altheim, Aßweiler, Ballweiler, Bierbach, Biesingen, Blickweiler, Böckweiler, Breitfurt, Brenschelbach, Mimbach, Neualtheim, Niederwürzbach, Webenheim und Wolfersheim eingegliedert.

### Einwohnerentwicklung
| Blieskastel: Einwohnerzahlen von 1970 bis 2024                   | Blieskastel: Einwohnerzahlen von 1970 bis 2024 | Blieskastel: Einwohnerzahlen von 1970 bis 2024 | Blieskastel: Einwohnerzahlen von 1970 bis 2024 | Blieskastel: Einwohnerzahlen von 1970 bis 2024 |
| ---------------------------------------------------------------- | ---------------------------------------------- | ---------------------------------------------- | ---------------------------------------------- | ---------------------------------------------- |
| Jahr                                                             |                                                |                                                |                                                | Einwohner                                      |
| 1970                                                             | 1970                                           |                                                | 6.323                                          | 6.323                                          |
| 1980                                                             | 1980                                           |                                                | 22.561                                         | 22.561                                         |
| 1990                                                             | 1990                                           |                                                | 22.612                                         | 22.612                                         |
| 2000                                                             | 2000                                           |                                                | 23.149                                         | 23.149                                         |
| 2010                                                             | 2010                                           |                                                | 21.885                                         | 21.885                                         |
| 2020                                                             | 2020                                           |                                                | 20.287                                         | 20.287                                         |
| 2024                                                             | 2024                                           |                                                | 20.197                                         | 20.197                                         |
| Quelle(n): Fortschreibung des Statistischen Amtes des Saarlandes |                                                |                                                |                                                |                                                |

## Politik

### Stadtrat
Nach den Kommunalwahlen, zuletzt am 9. Juni 2024, ergab sich folgende Sitzverteilung:
| Partei / Liste  | Wahl 2024 | Wahl 2024 | Wahl 2019 | Wahl 2019 | Wahl 2014 | Wahl 2014 | Wahl 2009 | Wahl 2009 |
| Partei / Liste  | Anteil    | Sitze     | Anteil    | Sitze     | Anteil    | Sitze     | Anteil    | Sitze     |
| --------------- | --------- | --------- | --------- | --------- | --------- | --------- | --------- | --------- |
| CDU             | 34,9 %    | 14        | 29,6 %    | 12        | 41,6 %    | 17        | 42,6 %    | 18        |
| SPD             | 28,6 %    | 11        | 31,4 %    | 13        | 34,9 %    | 14        | 30,6 %    | 12        |
| AfD             | 14,6 %    | 6         | 8,9 %     | 3         | 5,1 %     | 2         | —         | —         |
| Grüne           | 10,3 %    | 4         | 18,0 %    | 7         | 9,5 %     | 4         | 8,3 %     | 3         |
| DU Blieskastel  | 8,4 %     | 3         | 5,1 %     | 2         | —         | —         | —         | —         |
| Linke           | 3,2 %     | 1         | 4,6 %     | 1         | 5,6 %     | 2         | 8,9 %     | 3         |
| FDP             | —         | —         | 2,3 %     | 1         | 1,4 %     | 0         | 4,6 %     | 1         |
| FWG Blieskastel | —         | —         | —         | —         | 2,0 %     | 0         | 5,0 %     | 2         |
| Wahlbeteiligung | 74,4 %    | 74,4 %    | 74,2 %    | 74,2 %    | 62,2 %    | 62,2 %    | 64,5 %    | 64,5 %    |

### Bürgermeister
- 1814–1842: Peter Hoffmann[14]
- 1843–1867: Peter Knaps[15]
- 1868–1874: Ludwig Wies[16][17][18]
- 1874–? (mindestens 1897): Jakob Mayer[19][20]
- 1922–1936: Georg Oberhauser[21]
- 1936–1938: Peter Kolb (NSDAP)[22][23]
- 1938–1945: Julius Groß (NSDAP)[24]
- 1945: Bernhardt Hagenbucher (von den Amerikanern eingesetzt)[25]
- 1945–1956: Alfons Dawo (CVP, CDU)
- 1956–1963: Richard Buchheit (CDU)
- 1964–1987: Hermann Gehring (CDU)
- 1987–2005: Werner Moschel (SPD)
- 2005–2019: Annelie Faber-Wegener (CDU)
- seit 2019: Bernd Hertzler (SPD)

Bei der Direktwahl des Bürgermeisters am 10. April 2005 konnte sich Annelie Faber-Wegener (CDU) mit 51,8 % der abgegebenen Stimmen gegen Amtsinhaber Moschel (SPD), auf den 48,2 % entfielen, durchsetzen. Bei der Stichwahl der Bürgermeisterwahl am 16. September 2012 wurde Faber-Wegener mit 58,9 % wiedergewählt.
Die Bürgermeister-Stichwahl am 9. Juni 2019 konnte Bernd Hertzler (SPD) mit 68,7 % für sich entscheiden. Auf Amtsinhaberin Faber-Wegener (CDU) entfielen 31,3 %.
Beigeordnete
- 2009–2019: Erster Beigeordneter Georg Wilhelm (CDU), Beigeordnete Brigitte Adamek-Rinderle (Grüne)
- 2019–2024: Erste Beigeordnete Lisa Becker (Grüne), Beigeordneter Guido Freidinger (SPD)
- seit 2024: Erster Beigeordneter Patrick Hüther (CDU), Beigeordnete Guido Freidinger (SPD) und Johannes Engel (CDU)

### Wappen
Das Wappen wird wie folgt beschrieben: In Silber auf grünem Boden stehend der an einen grünen Baum gebundene, mit einem goldenen Lendentuch bekleidete und von goldenen Pfeilen durchbohrte goldennimbierte heilige Sebastian in natürlichen Farben und mit goldenen Haaren. Es wurde am 3. Juni 1983 genehmigt.

### Gemeindepartnerschaften
Blieskastel unterhält Gemeindepartnerschaften mit der französischen Gemeinde Le Creusot im Burgund (seit 1989) und mit der italienischen Gemeinde Castellabate in Kampanien (seit 2008).

## Kultur und Sehenswürdigkeiten

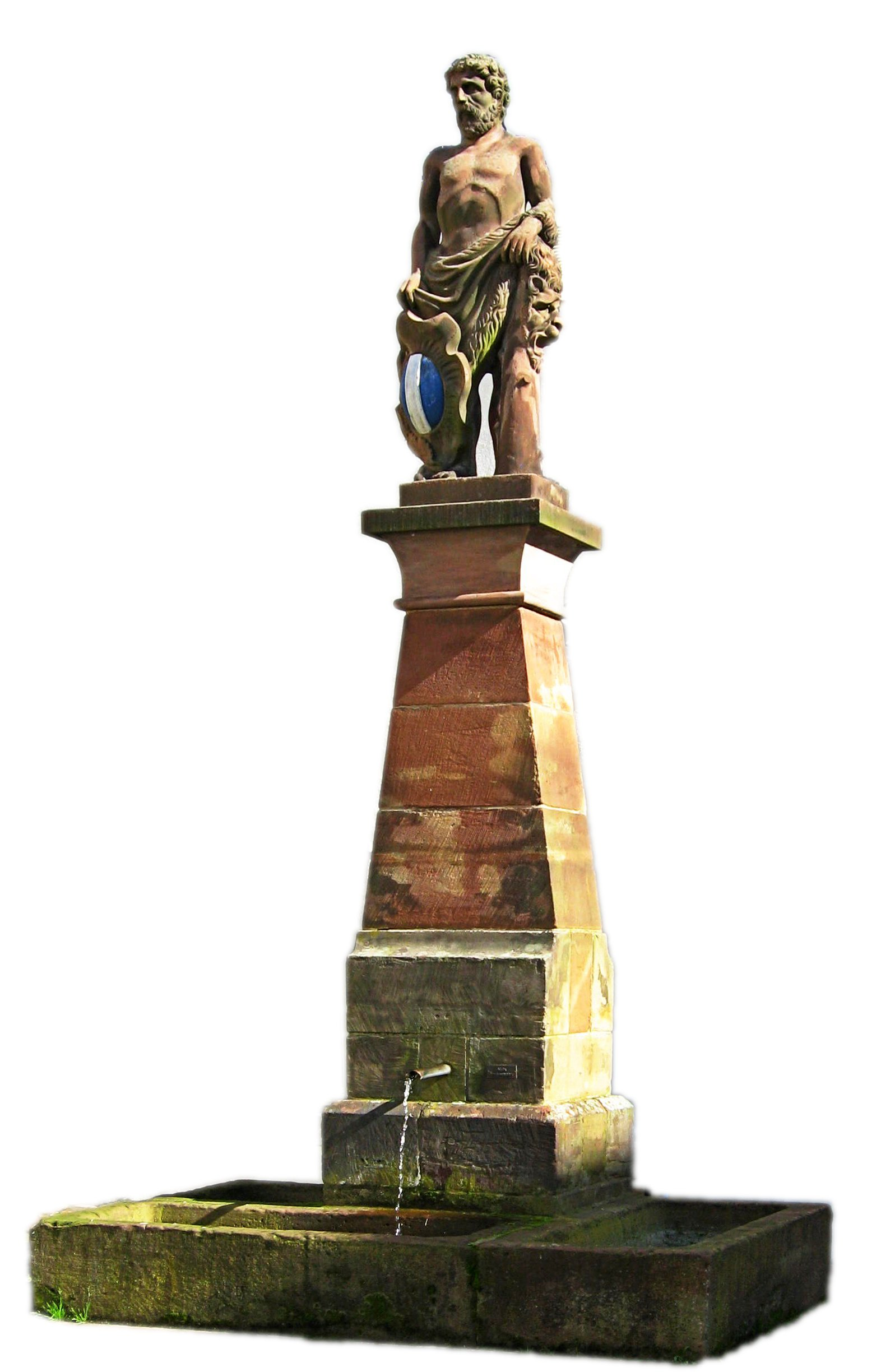
Der Herkulesbrunnen

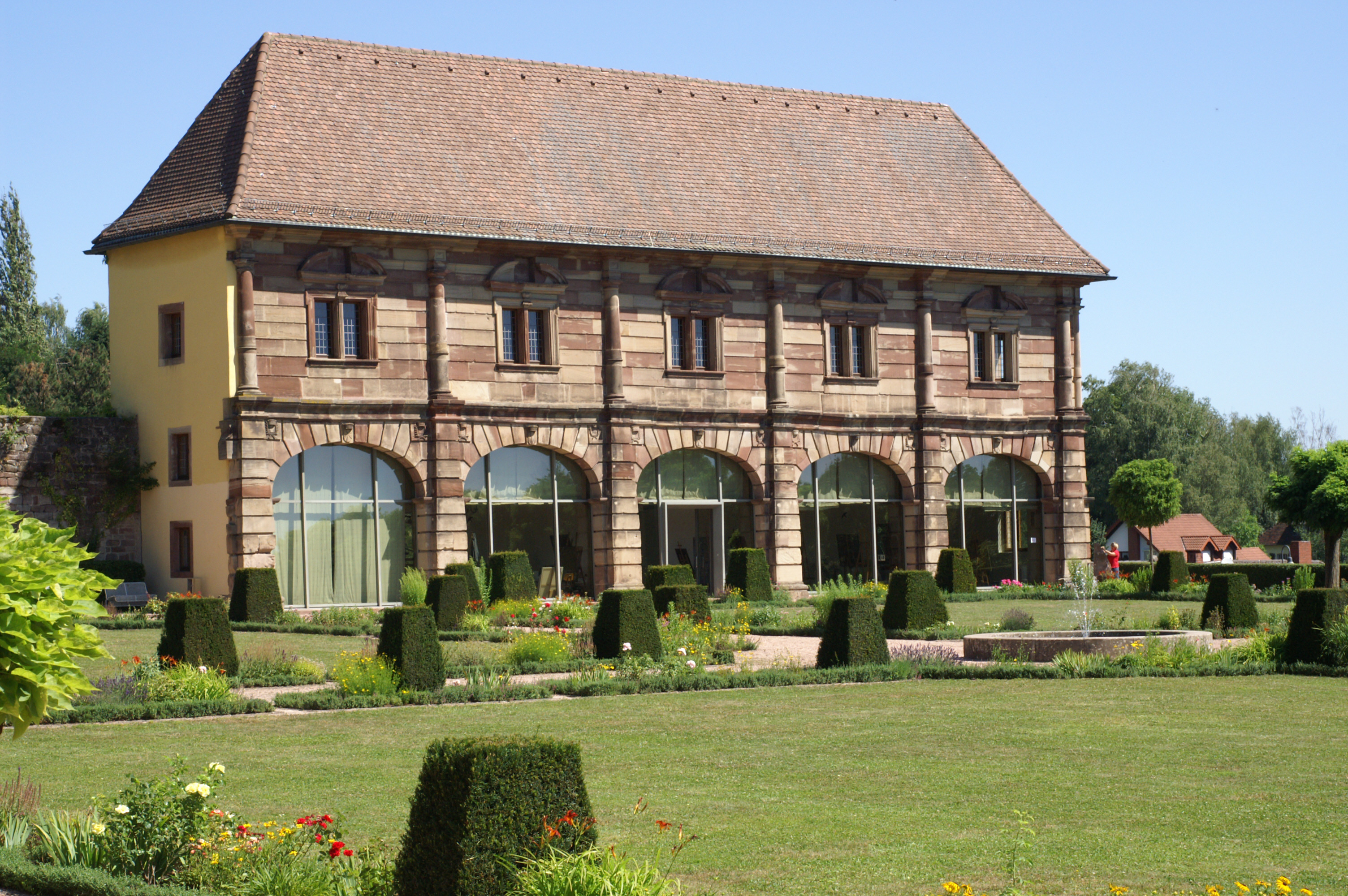
Der Lange Bau (Orangerie) in Blieskastel, Rest der Schlossanlage

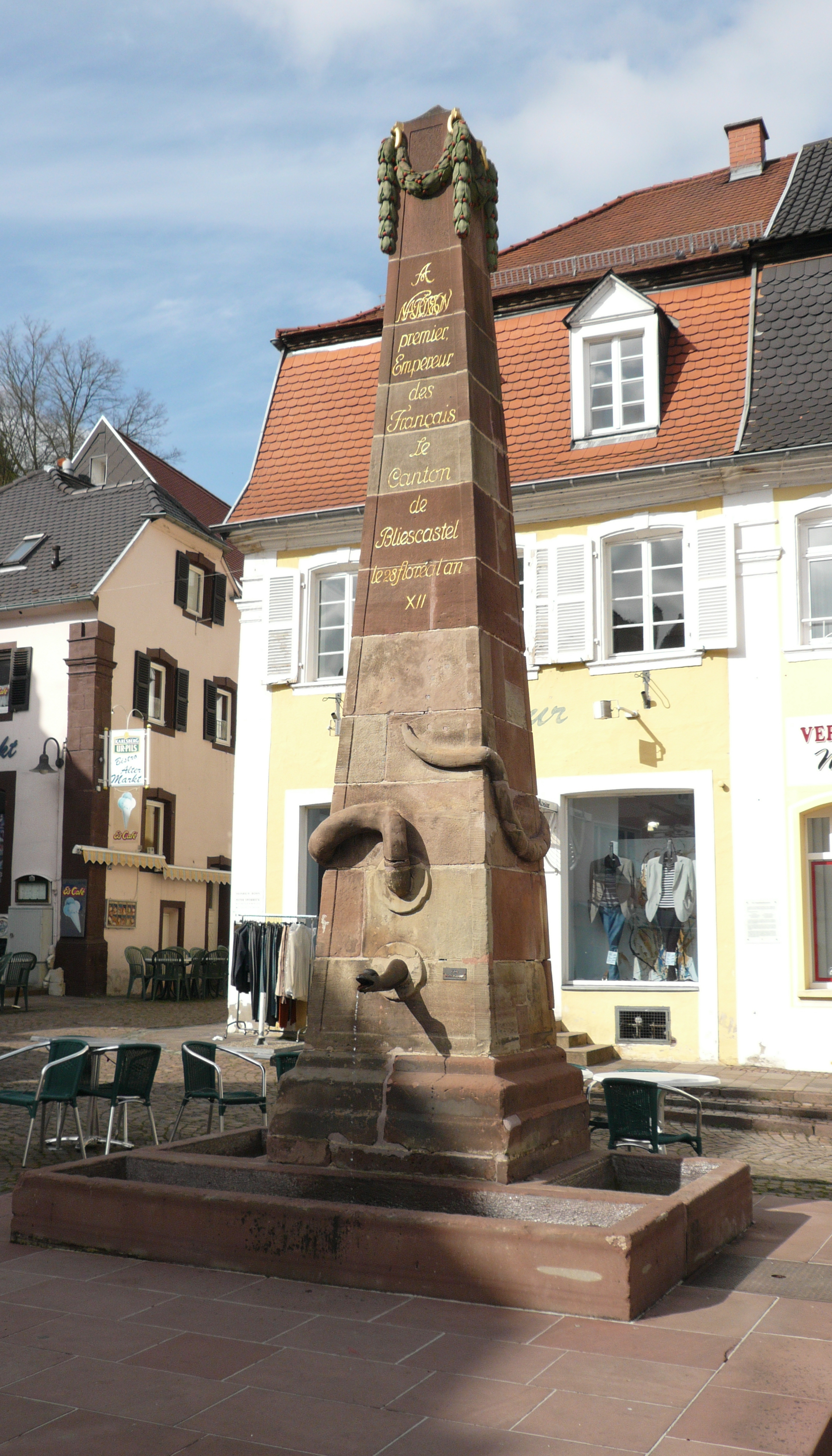
Der Napoleonsbrunnen („Schlangenbrunnen“)

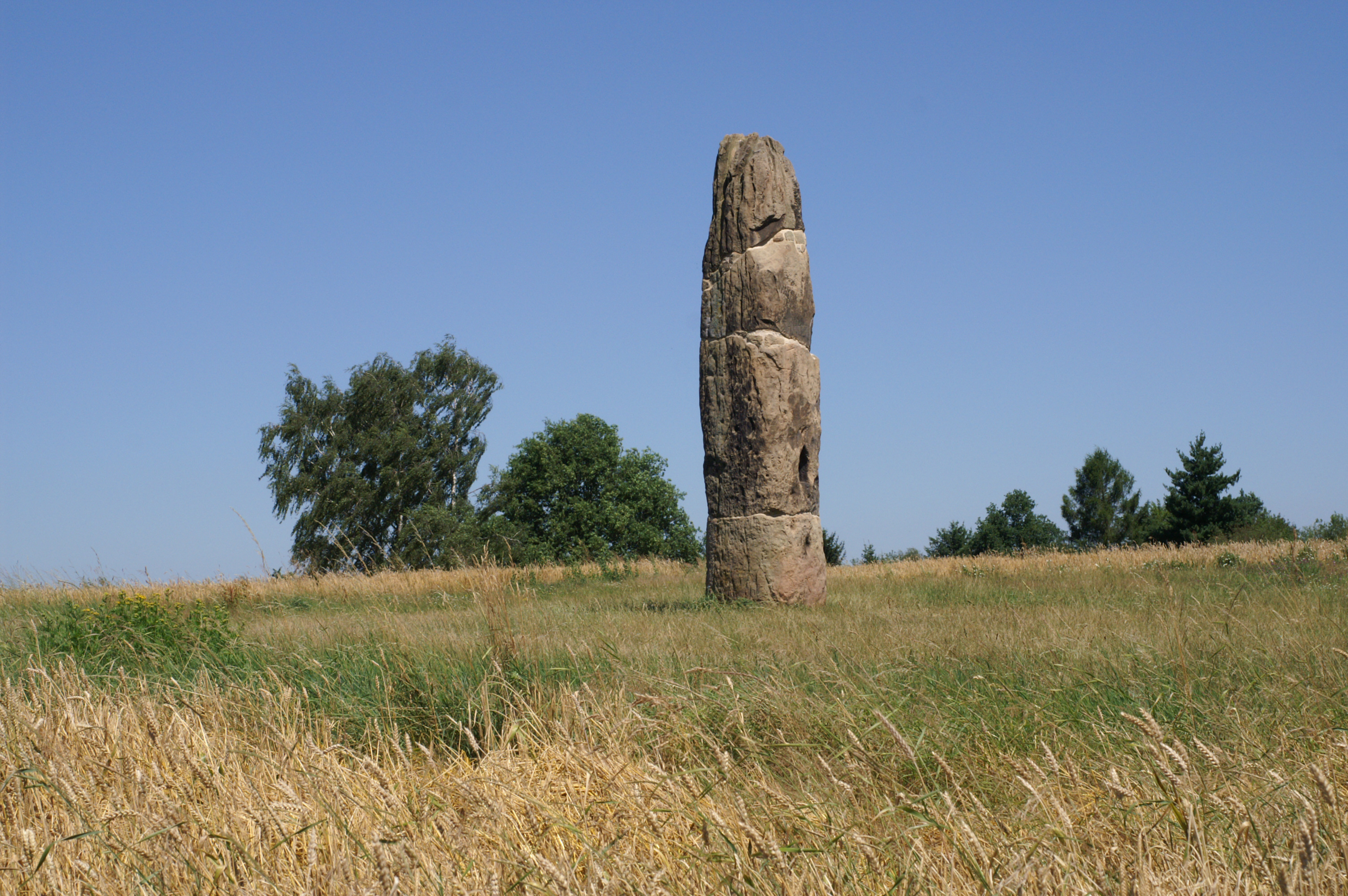
Der Gollenstein, ein Menhir bei Blieskastel

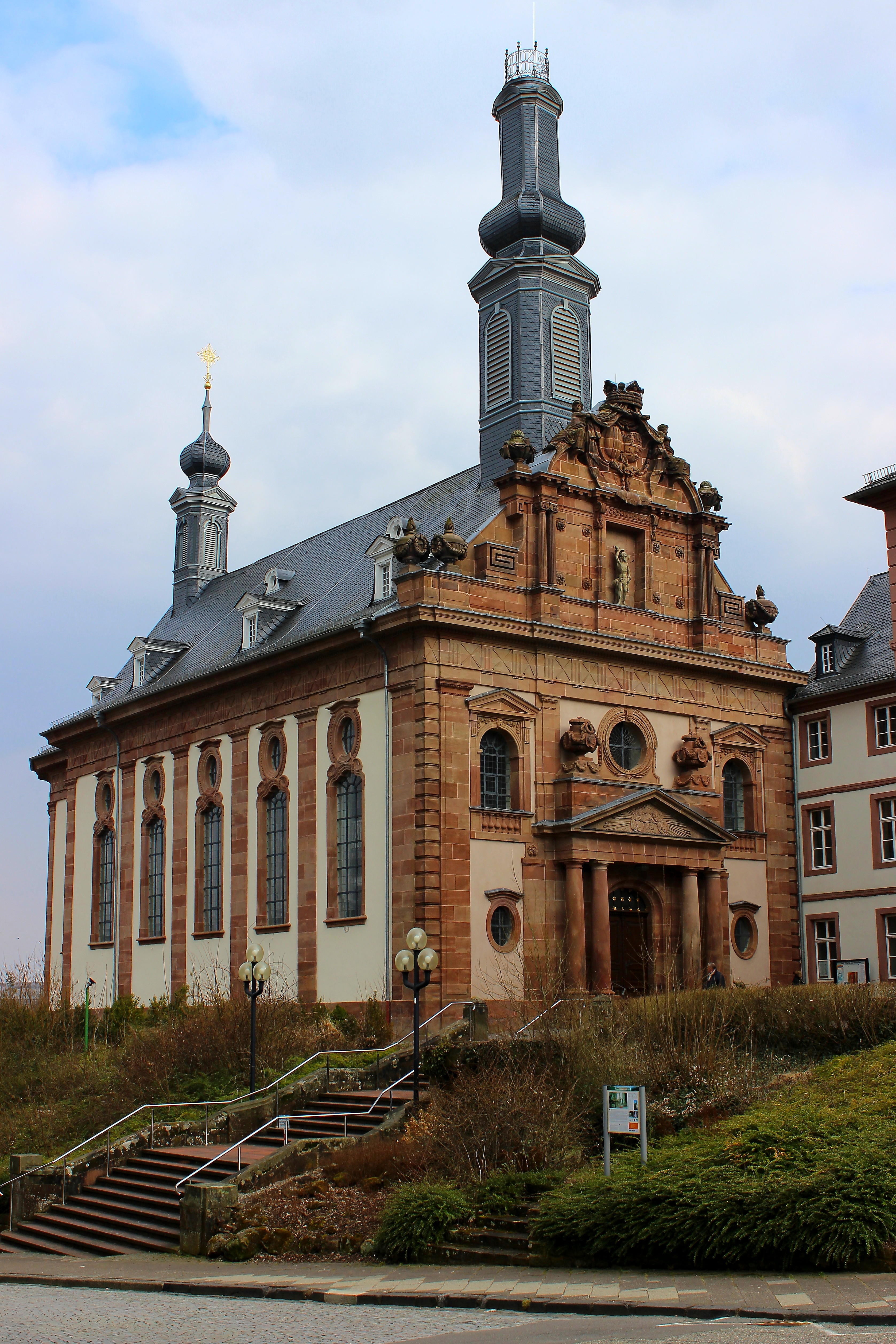
Die Schlosskirche

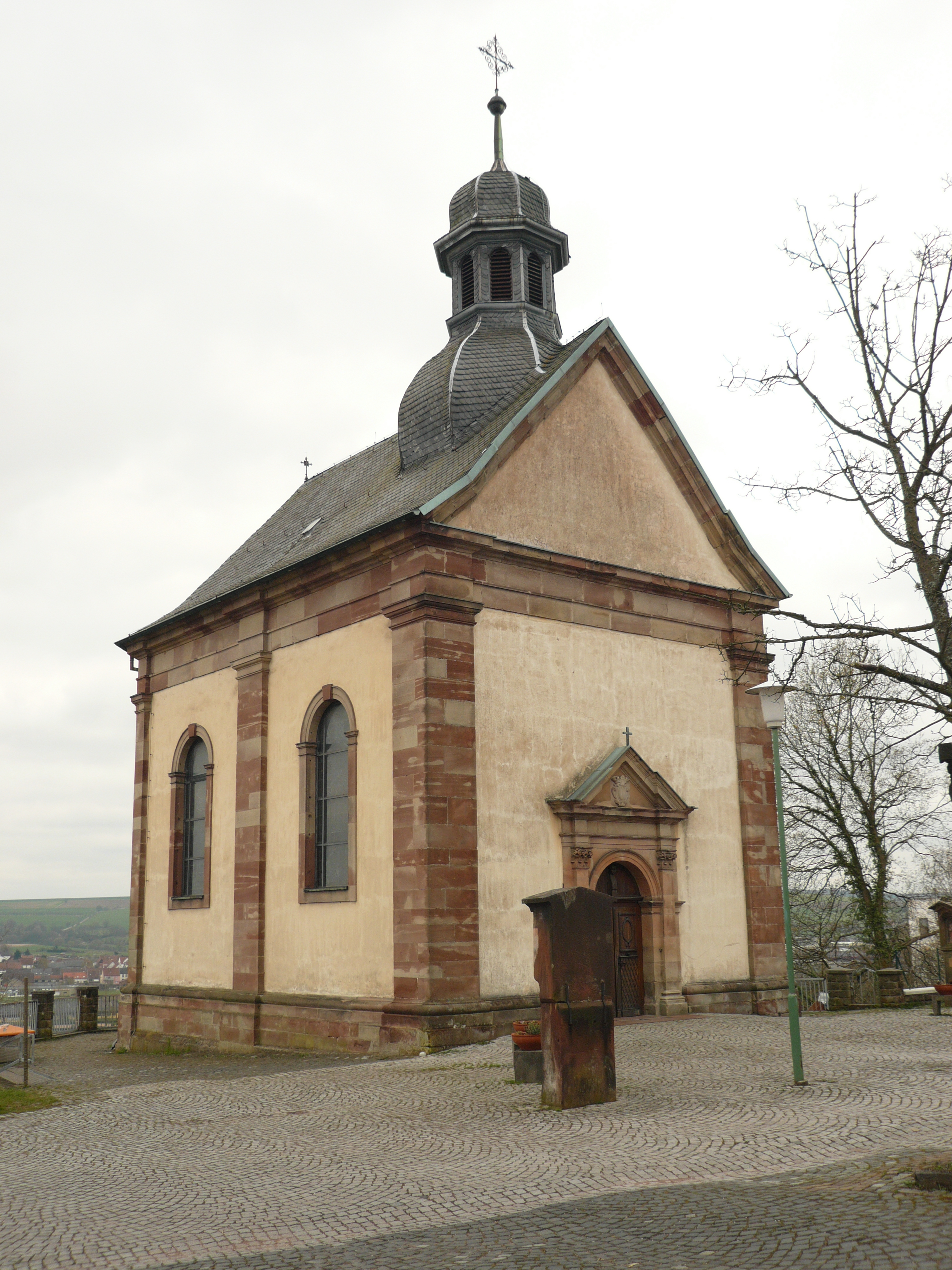
Die Heilig-Kreuz-Kapelle

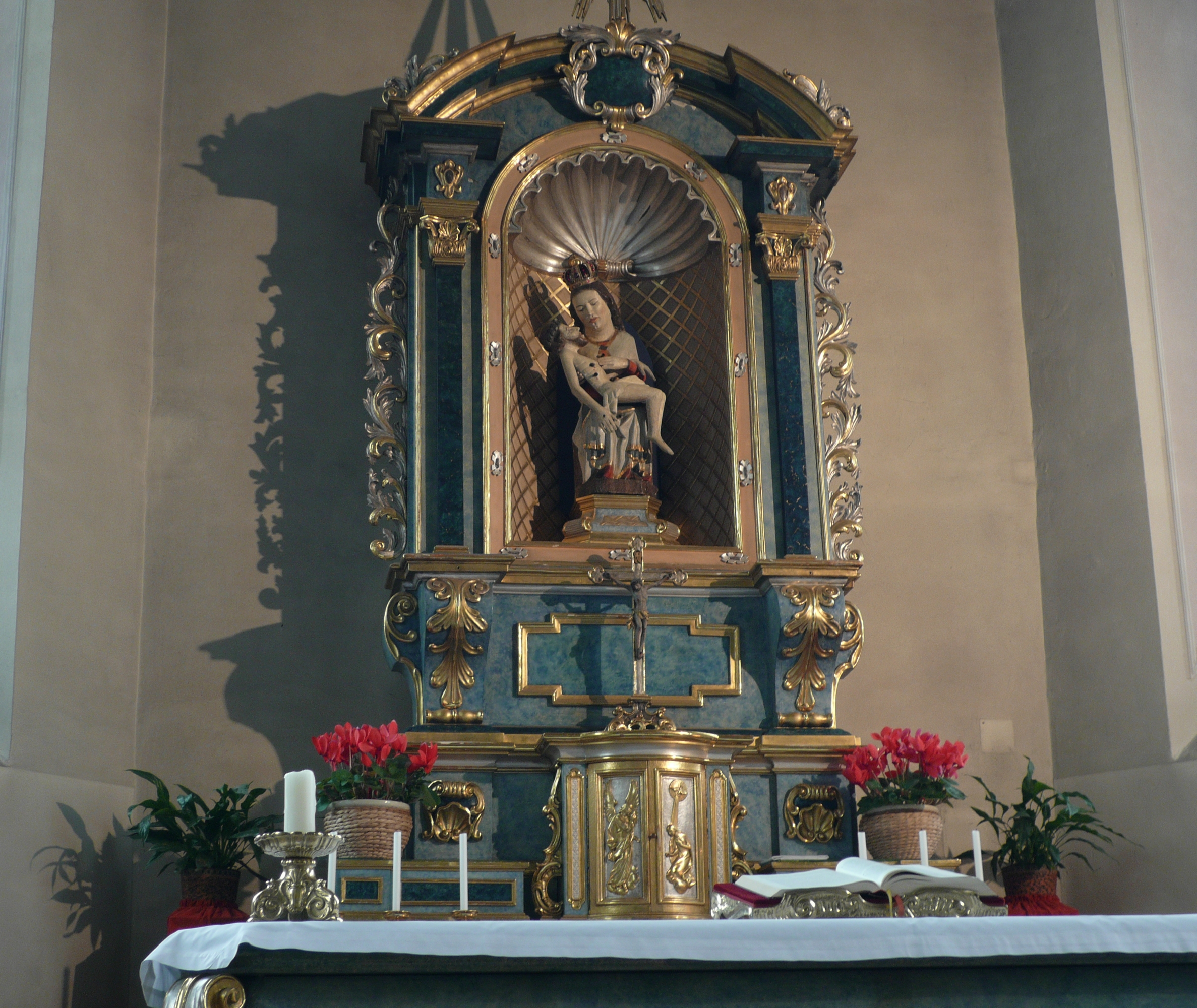
Altarbild Unsere Liebe Frau mit den Pfeilen in der Heilig-Kreuz-Kapelle

### Sehenswürdigkeiten
Der historische Stadtkern mit dem Blieskasteler Rathaus (im 18. Jahrhundert erbaut als Oberamts- und Waisenhaus), dem Herkulesbrunnen von 1691 und dem Napoleonsbrunnen („Schlangenbrunnen“) von 1804 ist geprägt durch das Zeitalter des Barock, aus dem auch die Hofratshäuser am Schlossberg stammen. Von diesen Hofratshäusern ist insbesondere das sogenannte „Schlößchen“ von 1776/77 sehenswert, das als Werk des Zweibrücker Baudirektors Christian Ludwig Hautt gilt. Insgesamt umfasst das Ensemble Alt-Blieskastel 133 Einzeldenkmale und weitere 65 unter Ensembleschutz stehende Gebäude. Die Stadt liegt an der Barockstraße SaarPfalz.
Oberhalb der Stadt stand einst das Schloss, das im Verlauf der Französischen Revolution zum größten Teil zerstört wurde. Erhalten blieb der im 17. Jahrhundert errichtete, ursprünglich zwölfachsige Lange Bau („Orangerie“). Der Bau wurde 1982 bis 1986 restauriert und wird für Vorträge, Ausstellungen und Konzerte verwendet.
Westlich weiter oberhalb der einstigen Schlossanlage befindet sich die von 1776 bis 1778 erbaute ehemalige Klosterkirche der Franziskaner-Rekollekten und heutige katholische Pfarrkirche, die 1778 bis 1793 die Aufgabe einer „Schlosskirche“ übernahm und heute umgangssprachlich ebenso bezeichnet wird. Der Plan der Kirche ist von einem franziskanischen Baumeister namens Minder, die Bauausführung leitete der gräfliche Bauinspektor Peter Reheis.
Weiter nördlich auf dem „Han“ steht das seit 2005 von den Franziskaner-Minoriten betreute Wallfahrtskloster Blieskastel.
In der Heilig-Kreuz-Kapelle beim Wallfahrtskloster befindet sich seit 1827 das Gnadenbild Unsere Liebe Frau mit den Pfeilen, das 1786 von Gräfinthal nach Blieskastel überführt wurde. Bei diesem Gnadenbild handelt sich um eine einzigartige Pietà (Vesperbild) aus dem 14. Jahrhundert, in der fünf eiserne mittelalterliche Pfeilspitzen stecken. Nach der legendenhaften Überlieferung wurden die Pfeile von Frevlern hineingeschossen. Die Kapelle, in der ursprünglich eine Kreuzreliquie verehrt wurde, stammt aus den Jahren 1682/83.
Auf einer südlichen Anhöhe steht eine neobarocke protestantische Kirche von 1912.
Das Wahrzeichen der Stadt ist der etwa 4.000 Jahre alte Gollenstein, der mit 6,5 m als der größte Menhir Mitteleuropas gilt. Er steht auf dem Höhenrücken bei Blieskastel.

### Cittàslow
Seit April 2012 ist Blieskastel Mitglied der Cittaslow, einer 1999 in Italien gegründeten weltweiten Vereinigung von Städten, die sich einem gesunden, genussvollen Essen aus heimischen Produkten, der nachhaltigen Stärkung der regionalen Kultur, der Gastfreundschaft, einer sanften und menschlichen Entwicklung der Infrastruktur, dem Erhalt der Landschaft und dem aktiven Umweltschutz verschrieben haben.

### Museen
Im Blieskasteler Uhrenmuseum „La Pendule“ werden vorwiegend Uhren aus der Barockzeit vom Ende des 17. bis ins 20. Jahrhundert ausgestellt.

### Sport
Blieskastel ist die Heimatstadt des ehemaligen Handball-Bundesligisten TV Niederwürzbach. Seine Heimspiele trug der Verein jedoch nicht in Niederwürzbach aus, sondern im Sportzentrum von Homburg-Erbach. Außerdem spielte die Faustballabteilung des TV Blickweiler in der Hallensaison 80/81 in der Faustball-Bundesliga.
Der ortsansässige Fußballverein SC Blieskastel-Lautzkirchen wurde im Jahre 1893 gegründet und die erste Mannschaft des Vereins spielt derzeit in der saarländischen Verbandsliga Nord/Ost.

### Regelmäßige Veranstaltungen
- Trofeo der Gemeinde Gersheim: die Stadt ist Partner dieses jährlich am Wochenende nach Fronleichnam stattfindenden Junioren-Weltcup-Radrennens.
- Juni: bis 2017 und wieder seit 2022 Blieskasteler Altstadtfest
- Juli: Webenheimer Bauernfest, eines der größten Volksfeste im Saarland
- Juli: Saarpfälzische Sommerakademie, Kurse der Freien Kunstschule Saarpfalz in der Orangerie und ihrer Umgebung
- August: ab 2018 Altstadtfest Franz[33]
- September: Cittaslow-Markt
- Oktober: Oktoberfest Blieskastel

## Wirtschaft und Infrastruktur

### Verkehr
Der Hauptort Blieskastel besitzt seit dem Fahrplanwechsel vom 23. Mai 1991 keinen Personenverkehr der Eisenbahn mehr. Die Bliestalbahn von Homburg nach Zweibrücken über Bierbach, Blieskastel nach Reinheim wurde Ende der 1990er Jahre auf einer Länge von knapp 15 km in einen Fahrradweg umgewandelt, der sich mittlerweile auf französischer Seite bis Saargemünd erstreckt. Brenschelbach war außerdem von 1916 bis 1945 Endpunkt der in Zweibrücken beginnenden Hornbachbahn.
Die Bahnstrecke Landau–Rohrbach hat eine Station im Ortsteil Lautzkirchen, die etwa 1,5 km vom ehemaligen Bahnhof Blieskastel entfernt liegt, einen Bahnhof namens Würzbach (Saar) im Ortsteil Niederwürzbach und einen Bahnhaltepunkt im Ortsteil Bierbach.
Es bestehen auf der Straße vom Busbahnhof Blieskastel folgende Verbindungen:
| Linie | Linienverlauf | Takt         |
| ----- | --- | ------------ |
| 501   | Homburg/Erbach – Wörschweiler – Bierbach – Blieskastel – Mimbach/Blickweiler – Breitfurt/Wolfersheim – Bliesdalheim – Gersheim – Reinheim – Habkirchen – Bliesmengen-Bolchen – Bliesransbach – Kleinblittersdorf | 60 min.      |
| 506   | Saarbrücken – Schafbrücke – Scheidt – Rentrisch – St. Ingbert – Rohrbach – Niederwürzbach – Alschbach – Lautzkirchen – Blieskastel – Mimbach                                                                     | 60 min.      |
| 507   | Homburg – Wörschweiler – Bierbach – Blieskastel – Biesingen – Aßweiler – Ormesheim – Wittersheim – Bebelsheim – Bliesmengen-Bolchen – Bliesransbach – Kleinblittersdorf                                          | 120 min.     |
| 531   | Stadtverkehr Blieskastel (Kleinbus) | 60 min.      |
| 532   | Stadtverkehr Blieskastel (Kleinbus) | 60 min.      |
| 533   | Stadtverkehr Blieskastel (Kleinbus) | unregelmäßig |
| 547   | St. Ingbert/Neunkirchen – Kirkel – Lautzkirchen – Blieskastel | 60 min.      |
| 562   | Blieskastel – Einöd – Zweibrücken/Niederauerbach | unregelmäßig |
| 577   | Blieskastel – Böckweiler – Altheim – Pinningen – Medelsheim – Peppenkum – Utweiler – Riesweiler/Brenschelbach | 60 min.      |
| R10   | Saarbrücken – Fechingen – Ensheim – Flughafen Saarbrücken – Heckendalheim – Ommersheim – Aßweiler – Ballweiler – Blickweiler – Blieskastel                                                                       | 60 min.      |
| R14   | Homburg – Wörschweiler – Bierbach – Blieskastel – Biesingen – Aßweiler – Ormesheim – Habkirchen – Wittersheim – Bebelsheim – Bliesmengen-Bolchen – Bliesransbach – Saarland Therme – Kleinblittersdorf           | 120 min.     |

Die Bundesstraße 423 verläuft durch das Stadtgebiet. Von Frankreich und Mandelbachtal kommend, durchquert sie Aßweiler und Biesingen, führt von der Hochebene hinab nach Blieskastel, überquert die Blies und führt durch den Ortsteil Webenheim weiter zur Bundesautobahn 8 und nach Einöd.
Weitere wichtige Straßen sind:
- L 101: von Mittelbach-Hengstbach über Altheim nach Peppenkum
- L 102: von der Grenze zu Lothringen an der Siedlung Brenschelbach-Bahnhof über Brenschelbach und Riesweiler nach Peppenkum
- L 103: von der L 105 zwischen Mimbach und Breitfurt über Böckweiler und Altheim zur L 102 bei Brenschelbach
- L 105: von der B 423 in Webenheim über Mimbach, Breitfurt nach Gersheim
- L 111: von St. Ingbert und Hassel über Niederwürzbach, Lautzkirchen und Bierbach nach Wörschweiler und Schwarzenacker (dort Anschluss an die B 423)
- L 113: von der B 423 im Zentrum Blieskastels über Lautzkirchen nach Kirkel (über die L 119 Anschluss an die Bundesautobahn 6)

### Ortsansässige Unternehmen
Das Reha-Klinikum Bliestal-Kliniken mit 500 Betten ist der größte Arbeitgeber in Blieskastel. Der größte Industriebetrieb ist die Hager Group, die weltweit etwa 11.000 Beschäftigte hat.

### Gericht
In Blieskastel befand sich eine Zweigstelle des Amtsgerichts Homburg, das zum Landgerichts- und Oberlandesgerichtsbezirk Saarbrücken gehört. Die Zweigstelle wurde zum 30. September 2011 geschlossen.

### Bildung
Blieskastel ist ein über die Region hinaus bedeutender Schulstandort. Neben neun Grundschulen gibt es das Von der Leyen-Gymnasium, eine Gemeinschaftsschule (Geschwister-Scholl-Schule) sowie eine Sonderschule (Franz-Carl-Schule) für lernbehinderte Schüler.

### Energie
In Blieskastel wurde 2001 eine Vestas V47-Windkraftanlage mit 76 m Nabenhöhe und 660 kW Leistung errichtet (Standort: 49° 15′ 4″ N, 7° 17′ 27″ O).

## Persönlichkeiten

### In Blieskastel geboren
- Johannes Groh (1786–1857), geboren in Wecklingen, katholischer Priester, Seminarregens und Domkapitular in der Diözese Speyer
- Moise Jacobber (1786–1864), Blumen- und Porzellanmaler
- David Oppenheimer (1834–1897), deutscher Unternehmer und Bürgermeister von Vancouver, Kanada
- Johann Baptist Demuth (1844–1918), Mediziner
- Carl Johann Becker-Gundahl (1856–1925), geboren in Ballweiler, deutscher Kirchenmaler und Zeichner
- Georg Waltenberger (1865–1961), Kunstmaler
- Karl Eberle (1869–1950), Abgeordneter (SPD) im preußischen Landtag
- August Bruch (1874–1938), Abgeordneter (BVP) im bayerischen Landtag
- Adolf Niedhammer (1878–1964), Verwaltungsjurist, Bezirksamtmann, Landrat
- Hermann Hussong (1881–1960), Architekt und Stadtplaner
- Hermann Ringle (1881–1957), Politiker (SPD)
- Emil Heim (1887–1967), kommissarischer Oberbürgermeister von Saarbrücken
- Nikolaus Lauer (1887–1980), römisch-katholischer Theologe, Schriftleiter und Schriftsteller
- Alfons Dawo (1895–1968), Politiker (Zentrum/CVP/CDU)
- Joseph Wendel (1901–1960), Kardinal (seit 1953), Bischof von Speyer, Erzbischof von München und Freising
- Lotty Faber (1907–1985), Heimatdichterin
- Hans Dahlem (1928–2006), Künstler
- Thomas Meier-Castel (1949–2008), Maler und Grafiker
- Christoph Maria Kohl (* 1955), römisch-katholischer Geistlicher, Domdekan und -kustos im Bistum Speyer
- Dieter Paul Rudolph (1955–2017), Kriminalschriftsteller
- Gabi Wagner (* 1958), Grafikerin
- Annelie Faber-Wegener (* 1959), Bürgermeisterin von Blieskastel, geboren in Altheim
- Kerstin Rech (* 1962), Literaturschaffende (Krimi, Hörspiel, Theaterstücke)
- Annegret Horbach (* 1966), Pflegewissenschaftlerin, Fachautorin und Hochschullehrerin
- Marc Ziegler (* 1976), Profi-Fußballtorwart
- Annegret Maria Kon (* 1978), Bildhauerin
- Jutta Schmitt-Lang (* 1982), Lehrerin und Politikerin (CDU), Mitglied des Saarländischen Landtages

### Mit Blieskastel verbunden
- Marianne von der Leyen (1745–1804) war von 1775 bis 1793 Regentin in Blieskastel. Ihre sterblichen Überreste ruhen seit 1981 in der Schlosskirche von Blieskastel.
- Fred Oberhauser (1923–2016), Literaturkritiker
- Gerhard Knauss (1928–2020), Philosoph
- Benedikt Maria Trappen (* 1961), Lehrer, Autor; lebte 1964–1984 in Blieskastel